# Oměj tuhý moravský
Oměj tuhý moravský (Aconitum firmum subsp. moravicum) je prudce jedovatá vytrvalá rostlina z čeledi pryskyřníkovitých.

## Popis
Až 2 m vysoká rostlina mívá fialové květy s vysokou, v horní části chlupatou lodyhou. Květy mají hroznovitý tvar o velikostech 20–35 mm. Listy jsou na rubu lesklé, střídavé, řapíkaté, dlanitosečné a oboustranně lysé. Oměj se rozmnožuje vegetativně, květy opylovávají čmeláci.

## Výskyt
Oměj tuhý je silně ohrožený západokarpatský endemit (stupeň ohrožení C2), který v Česku roste jen v Beskydech na přibližně 203 (2012) místech. Jedná se hlavně o oblast Čertova mlýna, Velkého Javorníku, Radhoště, Kněhyně a Smrku, na východ od údolí Ostravice však už chybí. Celkový počet rostlin na území Česka je odhadován nad 10 tisíc. Mimo jihozápadní část Beskyd se ještě vyskytuje na Slovensku a Polsku.
Oměj tuhý moravský je světlomilná rostlina, vyskytuje se hlavně na vlhkých okrajích lesů a pramenišť. V Beskydech roste ve smrkových i bukových porostech.